# Epipremnum obtusum
Epipremnum ceramense és una espècie de planta amb flors del gènere Epipremnum i de la família de les aràcies (Araceae).

## Descripció
Epipremnum obtusum és una enfiladissa de grans dimensions i perennifoli, que arriba fins a 20 m d'alçada. Té flors petites de color groc verd amb un centre groc. Les flors estan disposades en una espiga solta i unilateral. La llavor és una llavor petita, rodona i negra. Les plàntules són petites, verdes i tenen dues fulles oposades.

## Distribució i hàbitat
Epipremnum obtusum creix a Nova Guinea. És trepador i en el seu hàbitat creix principalment al bioma tropical humit.

## Taxonomia
Epipremnum obtusum va ser descrita per Adolf Engler i Kurt Krause i publicat a Botanische Jahrbücher für Systematik, Pflanzengeschichte und Pflanzengeographie. Leipzig 54: 82, a l'any 1916.
Etimologia
Epipremnum: nom genèric de dues paraules gregues ἐπί (damunt) i πρέμνον (soca).
obtusum: epítet llatí que significa "contundent", "obtús."